# Kuków (Podlachie)
Pour les articles homonymes, voir Kuków.
Kuków est un village polonais du district administratif de Suwałki, dans le powiat de Suwałki, voïvodie de Podlachie, au nord-est du pays.
Il est situé à environ 6 km à l'ouest de Suwałki et à 112 km au nord de la capitale régionale Białystok.